# Robbi Karvonen
Anna Robina (Robbi) Karvonen, född Wikström 1868, död 1950, var en finländsk tandläkare. Hon blev 1895 den andra kvinnliga tandläkaren i Finland, och den första kvinnan som avlade en akademisk tandläkarexamen i Finland.  Hon arbetade som privatpraktiserande läkare i Helsingfors från 1896 till 1934. 